# Pierfranco Pastore
Pierfranco Pastore (Varallo, 21 aprile 1927 – Roma, 30 agosto 2015) è stato un vescovo cattolico italiano.

## Biografia
Pierfranco Pastore nacque a Varallo il 21 aprile 1927 ed era figlio di Giulio Pastore, fondatore e primo segretario della Cisl. Suo fratello Mario è stato un conduttore del TG2.

### Formazione e ministero sacerdotale
Il 25 giugno 1950 fu ordinato presbitero dal vescovo di Pavia Carlo Allorio. Dall'agosto successivo a quello del 1957 prestò servizio come coadiutore e assistente dell'oratorio di Borgomanero. Dall'autunno di quell'anno al 1975 fu assistente dei giovani dell'Azione Cattolica a Roma. Era redattore capo del programma "4 voci" della Radio Vaticana e consulente dei programmi religiosi della Rai quando, il 3 giugno 1976, papa Paolo VI lo volle affiancare (inizialmente come assistente e poi come vice) a padre Romeo Panciroli, allora direttore della Sala stampa della Santa Sede. Otto anni dopo, il 4 dicembre 1984, passò al Pontificio consiglio delle comunicazioni sociali. In tale veste fu coordinatore della redazione di importanti documenti pastorali come "Pornografia e violenza nei mezzi dicomunicazione: una risposta pastorale" del 1989, "Criteri di collaborazione ecumenica ed inter religiosa nel campo delle comunicazioni sociali" dello stesso anno, l'Istruzione Pastorale "Aetatis Novae" sulle Comunicazioni Sociali del 1992, e cinque anni dopo, nel 1997, quella, molto innovativa per l'epoca, intitolata "Etica nella pubblicità" che analizza la forza di convinzione e spesso di pressione psicologica esercitata dalla pubblicità.
Il 4 gennaio 1986 è insignito del titolo di prelato d'onore di Sua Santità.

### Ministero episcopale
Il 3 dicembre 1994 papa Giovanni Paolo II lo nominò vescovo titolare di Forontoniana. Ricevette l'ordinazione episcopale il 6 gennaio successivo nella basilica di San Pietro in Vaticano dallo stesso pontefice, co-consacranti gli arcivescovi Giovanni Battista Re, sostituto per gli affari generali della Segreteria di Stato, e Jorge María Mejía, segretario della Congregazione per i vescovi.
Il 29 novembre 2003 papa Giovanni Paolo II accettò la sua rinuncia all'incarico per raggiunti limiti di età.
Risiedette nella Casa Assistenti, la residenza romana dell'Azione Cattolica che ospita anche i direttori degli uffici della Conferenza Episcopale Italiana, fino alla sua morte avvenuta il 30 agosto 2015.
Le esequie si tennero il 1º settembre alle ore 8 nella chiesa della Casa Assistenti e il 2 settembre alle ore 10 nella chiesa parrocchiale di Rima. La salma venne poi tumulata nel cimitero locale.

## Genealogia episcopale
La genealogia episcopale è:
- Cardinale Scipione Rebiba
- Cardinale Giulio Antonio Santori
- Cardinale Girolamo Bernerio, O.P.
- Arcivescovo Galeazzo Sanvitale
- Cardinale Ludovico Ludovisi
- Cardinale Luigi Caetani
- Cardinale Ulderico Carpegna
- Cardinale Paluzzo Paluzzi Altieri degli Albertoni
- Papa Benedetto XIII
- Papa Benedetto XIV
- Papa Clemente XIII
- Cardinale Enrico Benedetto Stuart
- Papa Leone XII
- Cardinale Chiarissimo Falconieri Mellini
- Cardinale Camillo Di Pietro
- Cardinale Mieczysław Halka Ledóchowski
- Cardinale Jan Maurycy Paweł Puzyna de Kosielsko
- Arcivescovo Józef Bilczewski
- Arcivescovo Bolesław Twardowski
- Arcivescovo Eugeniusz Baziak
- Papa Giovanni Paolo II
- Vescovo Pierfranco Pastore